# Aram-Maacha
Aram-Maacha var ett litet arameiskt rike beläget öster om Galileiska sjön. Det omnämns som "Maaka" i Första Krönikeboken 19:6. Rikets kung, Maaka, omnämns i Andra Samuelsboken 10:6.